# Ásgeir Auðunsson
Ásgeir æðikollur Auðunsson (apodado el Furioso, 920-1001) fue un vikingo y bóndi de Auðunarstaður, Viðidalstúnga, Vestur-Húnavatnssýsla en Islandia. Aparece mencionado en la saga de Laxdœla.
Era hijo de Auðunn skökull Bjarnarson. Pese a no ser aparentemente un personaje influyente en la política de la Mancomunidad Islandesa durante la Era vikinga, aparece muy vinculado a diversos clanes familiares de la isla y se casó en tres ocasiones. El nombre de su primera esposa no aparece en las crónicas contemporáneas aunque su origen era de Ægisíða pero con ella tuvo al menos cinco hijos, tres varones: Kálfur (n. 958), Auðunn (n. 960) que sería padre de Ásgeir Auðunsson (nieto, n. 991) y Þorvaldur (n. 980); y dos hembras, Þuríður (n. 956) que casó con Þorkell Þórðarson y Hrefna (n. 962) que casó con Kjartan Ólafsson. La segunda esposa fue Jórunn Ingimundardóttir (n .916), hija de Ingimundur Þorsteinsson y la tercera esposa aparece citada simplemente como Þórkatla (n. 940), ambas sin descendencia conocida.
Ásgeir era descendiente directo de un jarl del Danelaw llamado Hunda-Steinar que casó con Ólöf Ragnarsdóttir, una hija de Ragnar Lodbrok.